# دالة الاستهلاك

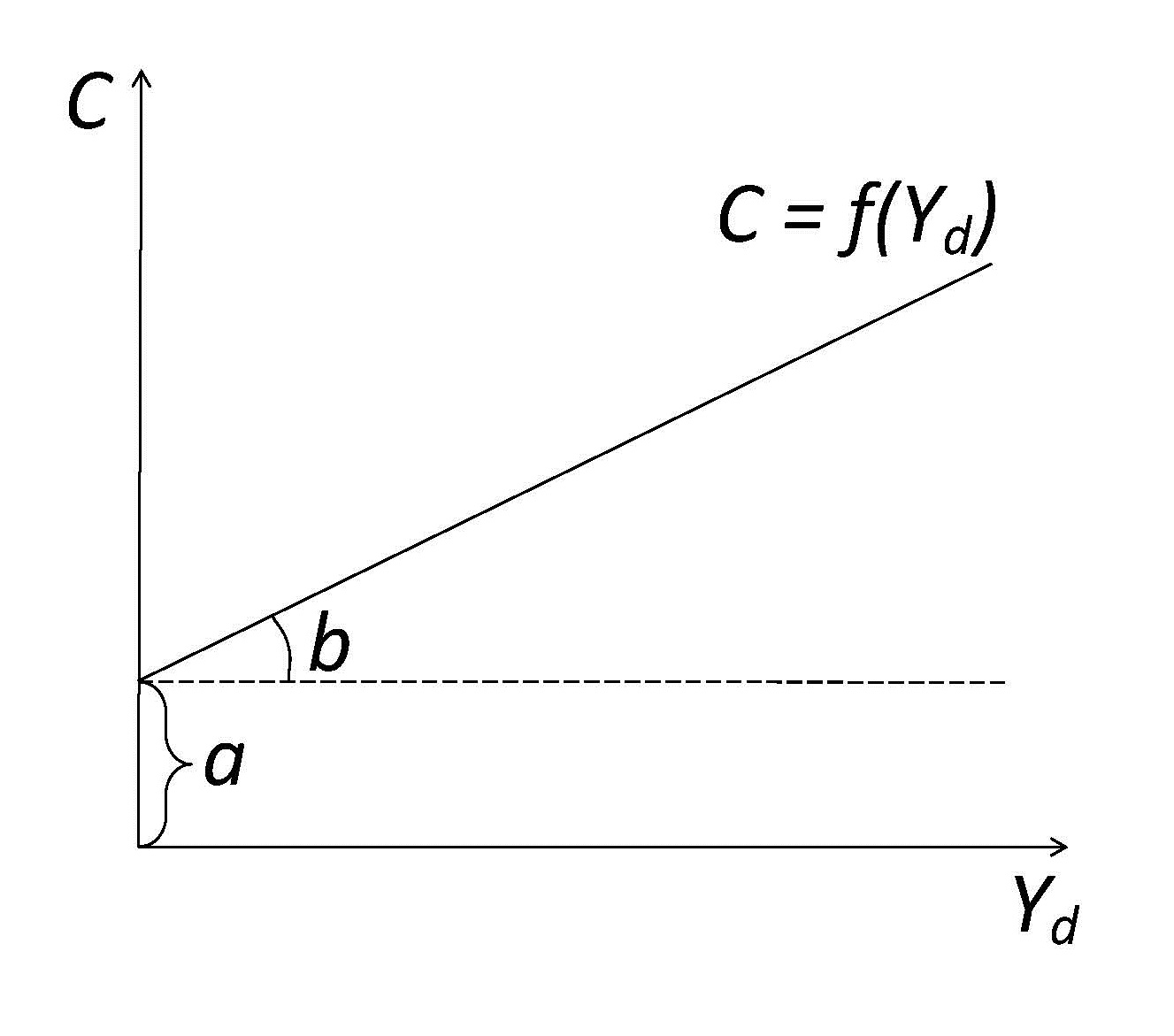
رسم بياني لدالة الاستهلاك

في الاقتصاديات، دالة الاستهلاك (بالإنجليزية: Consumption function)‏، هي صيغة رياضية تربط بين نفقات الاستهلاك الشخصي والدخل المتاح. ويُعتقد أن هذا المفهوم قد أدخل في الاقتصاد الكلي من قبل جون مينارد كينز في عام 1936، الذي استخدمها لتطوير مفهوم مضاعف الإنفاق الحكومي.

## التفاصيل
دالة الاستهلاك في النظرية الكينزية هي :
{\displaystyle C=a+b\times Y_{d}}
حيث {\displaystyle a} هي الاستهلاك المستقل عن الدخل أو بعبارة أخرى هو الاستهلاك عندما يكون الدخل صفر. و{\displaystyle b\times Y_{d}} هو الاستهلاك المستحث الذي يتأثر بمستوى دخل الاقتصاد.